# RK Lokomotiva Zagreb (muškarci)
Muška rukometna momčad "Lokomotive" iz Zagreba je bila dio športskog društva "Lokomotiva". 

## O klubu
Rukometni klub "Lokomotiva" je osnovan 1. veljače 1949. godine kao "Rukometna sekcija Fiskulturnog društva Lokomotiva" (koje je osnovano 3. liipnja 1945. godine). Klub je u početku igrao veliki rukomet, a potom nastavio s rukometom. Klub je 1958. bio prvak Hrvatske, a sezonu 1958./59. je nastupao u Prvoj saveznoj ligi Jugoslavije. 
 
Veći značaj u drušrtvu je imala ženska ekipa, tako da je s vremenom došlo do gašenja muške momčadi.

## Uspjesi
Prvenstvo SR Hrvatske
- prvak: 1958.

Prvenstvo Hrvatske u velikom rukometu
- doprvak: 1952.

## Unutrašnje poveznice
- ŽRK Lokomotiva Zagreb